# 장기초등학교 (경북)
장기초등학교는 대한민국 경상북도 포항시 남구 장기면 마현리에 위치해 있는 공립 초등학교다.

## 학교 연혁
- 1911년 9월 1일 장기공립보통학교(4년제) 개교설립인가 7월 24일
- 1924년 4월 1일 6년제로 개편
- 1938년 4월 1일 장기공립심상소학교로 개칭
- 1941년 4월 1일 장기공립국민학교로 개칭
- 1946년 9월 1일 산서분교장 설치
- 1963년 12월 18일 영암분교장 설치
- 1981년 3월 1일 병설유치원 개원
- 1989년 3월 1일 산서분교장 편입
- 1994년 9월 1일 봉산분교장 편입
- 1995년 3월 1일 영암분교장 통폐합
- 1996년 3월 1일 산서분교장 통폐합
- 1996년 3월 1일 현재 교명으로 변경
- 1999년 9월 1일 모포분교장 편입
- 2002년 1월 21일 초등학교 기관평가 우량상 수상
- 2009년 3월 1일 봉산분교장 통폐합
- 2014년 3월 1일 제37대 성기봉 교장 취임
- 2017년 2월 10일 제106회 7명 졸업 (총졸업생수:7,642명)
- 2017년 3월 1일 제39대 김은자 교장 취임
- 2017년 3월 1일 총 7학급 편성(본교 5학급, 분교 2학급)

## 학교 상징
- 교화 - 장미
- 교목 - 은행나무

## 참고 자료
- 장기초등학교의 경북교육 100년 이야기